# Assembleia Nacional Popular da Guiné-Bissau
A Assembleia Nacional Popular da Guiné-Bissau é o representante do Poder Legislativo na Guiné-Bissau, atualmente conta com 102 membros eleitos por representação proporcional em lista fechada para mandatos de 5 anos.

## Comissões
| Comissão                                                                                  | Presidente | Sítio |
| ----------------------------------------------------------------------------------------- | ---------- | ----- |
| Comissão de Assuntos Jurídicos Constitucionais, Direitos do Homem e Administração Pública |            | Link  |
| Comissão de Administração Interna, Poder Local e Defesa Nacional                          |            | Link  |
| Comissão de Assuntos Económicos, Financeiros, Planos, Comercio e Indústria                |            | Link  |
| Comissão de Agricultura, Pescas, Recursos Naturais, Ambiente e Turismo                    |            | Link  |
| Comissão de Saúde, Assuntos Sociais, Educação, Cultura, Desporto e Comunicação Social     |            | Link  |
| Comissão de Obras Públicas, Habitação, Transportes, Energia, Ciência e Tecnologia         |            | Link  |
| Comissão de Politica Externa,Cooperação Internacional e Emigração                         |            | Link  |
| Comissão Especializada Permanente para a Mulher e Criança                                 |            | Link  |